# 621
Évszázadok: 6. század – 7. század – 8. század
Évtizedek: 570-es évek – 580-as évek – 590-es évek – 600-as évek – 610-es évek – 620-as évek – 630-as évek – 640-es évek – 650-es évek – 660-as évek – 670-es évek
Évek: 616 – 617 – 618 – 619 –  620 – 621 – 622 – 623 – 624 – 625 – 626

## Események

### Európa
- Meghal Sisebut vizigót király. Utóda kiskorú fia, II. Reccared, aki azonban rövidesen meghal. A nemesség a királyi házból származó Suintilát (I. Reccared fia volt) választja uralkodóvá, aki korábban sikeresen harcolt a dél-ibériai bizánci uralom ellen.

### Kína
- Tang Kao-cu császár fia, Li Si-min ostrom alá veszi a trónkövetelő Vang Si-csung hadúr által elfoglalva tartott fővárost, Lojangot. Vang a Tou Csien-tö vezette parasztfelkelőktől kér segítséget, de őket Li Si-min a Hulao-hágónál szétveri. Vang Si-csung ezután kapitulál; száműzik majd meggyilkolják.
- Tang Kao-cu kivégezteti a foglyul ejtett Tou Csien-töt, de ekkor annak alvezére, Liu Hej-ta áll a lázadó parasztok élére. A mai Santung tartományban újabb parasztfelkelés tör ki Hszü Jüan-lang vezetésével.
- A Tang-dinasztia hadvezérei leverik a Liang-dinasztiát újraéleszteni kívánó Hsziao Hszian felkelését, őt pedig Kao-cu császár lefejezteti.

## Születések
- III. Ardasír, Szászánida sah

## Halálozások
- Sisebut, vizigót király
- II. Reccared, vizigót király
- Szent Malo, bretagne-i püspök
- Vang Si-csung, kínai trónkövetelő

## Fordítás
- Ez a szócikk részben vagy egészben  a(z)   621 című angol Wikipédia-szócikk ezen változatának fordításán alapul.  Az eredeti cikk szerkesztőit annak laptörténete sorolja fel. Ez a jelzés csupán a megfogalmazás eredetét és a szerzői jogokat jelzi, nem szolgál a cikkben szereplő információk forrásmegjelöléseként.